# Felicità (альбом)
Felicità (итал. Счастье) — студийный альбом итальянского дуэта Аль Бано и Ромина Пауэр, выпущенный в 1982 году. Альбом имел международный коммерческий успех, перед выходом которого вышли два успешных сингла: «Felicità» и «Sharazan». В некоторых странах альбом был выпущен под названием Aria pura, несмотря на то, что под этим названием у дуэта выходил ещё предыдущий альбом и обе пластинки содержали разный материал. В Советском Союзе альбом был издан в 1985 году под названием Аль Бано и Ромина Пауэр. В данное издание не вошли песни «Prima notte d’amore» и «Caro Gesù». В том же 1982 году дуэт выпустил испаноязычную версию альбома под названием Felicidad.

## Список композиций

### Оригинальный итальянский релиз
Сторона A
1. «Aria pura» — 3:12
2. «Felicità» — 3:13
3. «Prima notte d’amore» — 2:55
4. «Sharazan[англ.]» — 4:45
5. «Il ballo del qua qua» — 2:52

Сторона Б
1. «Angeli» — 3:25
2. «E fu subito amore» — 3:59
3. «Canto di libertà» — 2:45
4. «Caro Gesù» — 3:30
5. «Arrivederci a Bahia» — 3:02

### Испанский релиз (Felicidad)
Сторона A
1. «Felicidad» — 3:13
2. «Nestra primera noche» — 2:55
3. «Canto de libertad» — 2:45
4. «Il ballo del qua qua» — 2:52
5. «Arrivederci en Bahia» — 3:02

Сторона Б
1. «Aire puro» — 3:12
2. «Oye Jesús» — 3:30
3. «Vivirlo otra vez» — 3:59
4. «Angeles» — 3:25

## Позиции в чартах
| Чарт по странам (1982) | Позиция |
| ---------------------- | ------- |
| Германия               | 17      |
| Италия                 | 4       |
| Нидерланды             | 39      |